# Los speedcubers
Los speedcubers (en inglés, The Speed Cubers) es una película documental biográfica de 2020 sobre la vida de los campeones de speedcubing Max Park y Feliks Zemdegs dirigido por Sue Kim.

## Sinopsis
El foco principal del documental es la rivalidad y la amistad entre dos de los speedcubers más rápidos del mundo, Max Park y Feliks Zemdegs. Anunciada en junio de 2020, la película fue dirigida por Sue Kim y se estrenó el 29 de julio de 2020 en Netflix.

### Filmación
Algunas de las imágenes se filmaron en el Campeonato Mundial 2019 de la Asociación Mundial de Cubos celebrado en Melbourne, Australia.

## Recepción
En el sitio web del agregador de reseñas Rotten Tomatoes, el 100% de las reseñas de 13 críticos son positivas, con una calificación promedio de 8.2/10. El 9 de febrero de 2021, el documental fue preseleccionado en la categoría Mejor cortometraje documental de los 93.ª edición de los Premios Óscar. En la 5.ª edición de los Critics' Choice Documentary Awards, Los speedcubers fue nominado a Mejor Cortometraje Documental. La película también recibió una nominación al Premio Peabody en la categoría de documentales.